# 오싹한 동거
《오싹한 동거》는 2022년에 개봉한 대한민국의 영화이다.

## 캐스팅

### 주연
- 김소정 : 정세리 역
- 정찬우 : 송지찬 역

### 조연
- 이중문 : 송지석 역
- 주수경 : 처녀 귀신 역
- 송영숙 : 할머니 귀신 역
- 김예지 : 황은혜 역